# Vanesa Barberá Martínez
Vane Barberá (Madrid, 30 de octubre de 1981) es una jugadora española de fútbol sala. Juega de portera y su equipo actual es el Ourense Envialia de la Primera División de fútbol sala femenino de España. Estuvo nominada a mejor portera del mundo los años 2015 y 2016, terminando en cuarta y tercera posición respectivamente.

## Trayectoria
Ha jugado en los principales equipos del país, debutó a la edad de 15 años en primera división con el FSF Móstoles, Kettal Fuenlabrada, Futsi Atlético Navalcarnero, UCAM Murcia, Femesala Elche, de vuelta al Futsi Atlético Navalcarnero en la temporada 2012-13 y posteriormente se fue al Ourense Envialia.

## Selección nacional
Ha jugado un total de 55 partidos con la selección española. Debutó con 17 años en un partido disputado en Toledo contra un combinado de Castilla-La Mancha. Ha participado en los mundiales de 2011, 2012, 2013 y 2015.

## Estadísticas

### Clubes
Actualizado al último partido jugado el 12 de junio de 2022.
| Club | Div.          | Temporada     | Liga  | Liga  | Liga       | Liga      | Copas nacionales(1) | Copas nacionales(1) | Copas nacionales(1) | Copas nacionales(1) | Torneos internacionales(2) | Torneos internacionales(2) | Torneos internacionales(2) | Torneos internacionales(2) | Total(3) | Total(3) | Total(3)   | Total(3)  |
| Club | Div.          | Temporada     | Part. | Goles | Amonestado | Expulsado | Part.               | Goles               | Amonestado          | Expulsado           | Part.                      | Goles                      | Amonestado                 | Expulsado                  | Part.    | Goles    | Amonestado | Expulsado |
| --- | ------------- | ------------- | ----- | ----- | ---------- | --------- | ------------------- | ------------------- | ------------------- | ------------------- | -------------------------- | -------------------------- | -------------------------- | -------------------------- | -------- | -------- | ---------- | --------- |
| FSF Móstoles · España |               |               |       |       |            |           |                     |                     |                     |                     |                            |                            |                            |                            |          |          |            |           |
| 1.ª |               |               |       |       |            |           |                     |                     |                     |                     |                            |                            |                            |                            |          |          |            |           |
| 1996-97* | 0             | 0             | -     | -     | 2          | 0         | -                   | -                   | -                   | -                   | -                          | -                          | 2                          | 0                          | -        | -        |            |           |
| 1997-98* | 17            | 0             | -     | -     | 0          | 0         | -                   | -                   | -                   | -                   | -                          | -                          | 17                         | 0                          | -        | -        |            |           |
| 1998-99* | 12            | 0             | -     | -     | 3          | 0         | -                   | -                   | -                   | -                   | -                          | -                          | 15                         | 0                          | -        | -        |            |           |
| 1999-00* | 8             | 0             | -     | -     | 2          | 0         | -                   | -                   | -                   | -                   | -                          | -                          | 10                         | 0                          | -        | -        |            |           |
| 2000-01* | 9             | 0             | -     | -     | 0          | 0         | -                   | -                   | -                   | -                   | -                          | -                          | 9                          | 0                          | -        | -        |            |           |
| 2001-02* | 2             | 0             | -     | -     | 1          | 0         | -                   | -                   | -                   | -                   | -                          | -                          | 3                          | 0                          | -        | -        |            |           |
| 2002-03* | 5             | 0             | -     | -     | 1          | 0         | -                   | -                   | -                   | -                   | -                          | -                          | 6                          | 0                          | -        | -        |            |           |
| Total club | Total club    | 53            | 0     | -     | -          | 9         | 0                   | -                   | -                   | -                   | -                          | -                          | -                          | 62                         | 0        | -        | -          |           |
| Kettal Fuenlabrada · España |               |               |       |       |            |           |                     |                     |                     |                     |                            |                            |                            |                            |          |          |            |           |
| 1.ª |               |               |       |       |            |           |                     |                     |                     |                     |                            |                            |                            |                            |          |          |            |           |
| 2003-04* | 2             | 0             | 0     | 0     | -          | -         | -                   | -                   | -                   | -                   | -                          | -                          | 2                          | 0                          | 0        | 0        |            |           |
| 2004-05 | 24            | 0             | 0     | 0     | -          | -         | -                   | -                   | -                   | -                   | -                          | -                          | 24                         | 0                          | 0        | 0        |            |           |
| 2005-06 | 28            | 0             | 0     | 0     | 1          | 0         | 0                   | 0                   | -                   | -                   | -                          | -                          | 29                         | 0                          | 0        | 0        |            |           |
| Total club | Total club    | 54            | 0     | 0     | 0          | 1         | 0                   | 0                   | 0                   | -                   | -                          | -                          | -                          | 55                         | 0        | 0        | 0          |           |
| Futsi Atlético Navalcarnero · España |               |               |       |       |            |           |                     |                     |                     |                     |                            |                            |                            |                            |          |          |            |           |
| 1.ª |               |               |       |       |            |           |                     |                     |                     |                     |                            |                            |                            |                            |          |          |            |           |
| 2006-07 | 30            | 1             | 0     | 0     | 3          | 0         | 0                   | 0                   | -                   | -                   | -                          | -                          | 33                         | 1                          | 0        | 0        |            |           |
| 2007-08 | 27            | 0             | 0     | 1     | 4          | 0         | 0                   | 0                   | -                   | -                   | -                          | -                          | 31                         | 0                          | 0        | 1        |            |           |
| Total club | Total club    | 57            | 1     | 0     | 1          | 7         | 0                   | 0                   | 0                   | -                   | -                          | -                          | -                          | 64                         | 1        | 0        | 1          |           |
| UCAM Murcia · España |               |               |       |       |            |           |                     |                     |                     |                     |                            |                            |                            |                            |          |          |            |           |
| 1.ª |               |               |       |       |            |           |                     |                     |                     |                     |                            |                            |                            |                            |          |          |            |           |
| 2008-09 | 30            | 0             | 2     | 0     | 3          | 0         | 0                   | 0                   | -                   | -                   | -                          | -                          | 33                         | 0                          | 2        | 0        |            |           |
| 2009-10 | 32            | 2             | 1     | 0     | 1          | 0         | 0                   | 0                   | -                   | -                   | -                          | -                          | 32                         | 2                          | 1        | 0        |            |           |
| 2010-11 | 29            | 0             | 0     | 0     | -          | -         | -                   | -                   | -                   | -                   | -                          | -                          | 29                         | 0                          | 0        | 0        |            |           |
| Total club | Total club    | 91            | 2     | 3     | 0          | 4         | 0                   | 0                   | 0                   | -                   | -                          | -                          | -                          | 95                         | 2        | 3        | 0          |           |
| Femesala Elche · España |               |               |       |       |            |           |                     |                     |                     |                     |                            |                            |                            |                            |          |          |            |           |
| 1.ª |               |               |       |       |            |           |                     |                     |                     |                     |                            |                            |                            |                            |          |          |            |           |
| 2011-12 | 28            | 0             | 0     | 0     | 1          | 0         | 0                   | 0                   | -                   | -                   | -                          | -                          | 29                         | 0                          | 0        | 0        |            |           |
| Total club | Total club    | 28            | 0     | 0     | 0          | 1         | 0                   | 0                   | 0                   | -                   | -                          | -                          | -                          | 29                         | 0        | 0        | 0          |           |
| Futsi Atlético Navalcarnero · España |               |               |       |       |            |           |                     |                     |                     |                     |                            |                            |                            |                            |          |          |            |           |
| 1.ª |               |               |       |       |            |           |                     |                     |                     |                     |                            |                            |                            |                            |          |          |            |           |
| 2012-13 | 20            | 1             | 3     | 0     | 3          | 0         | 0                   | 0                   | -                   | -                   | -                          | -                          | 23                         | 1                          | 3        | 0        |            |           |
| Total club | Total club    | 20            | 1     | 3     | 0          | 3         | 0                   | 0                   | 0                   | -                   | -                          | -                          | -                          | 23                         | 1        | 3        | 0          |           |
| Ourense Envialia · España |               |               |       |       |            |           |                     |                     |                     |                     |                            |                            |                            |                            |          |          |            |           |
| 1.ª |               |               |       |       |            |           |                     |                     |                     |                     |                            |                            |                            |                            |          |          |            |           |
| 2013-14 | 28            | 1             | 0     | 0     | -          | -         | -                   | -                   | -                   | -                   | -                          | -                          | 28                         | 1                          | 0        | 0        |            |           |
| 2014-15 | 12            | 0             | 0     | 0     | -          | -         | -                   | -                   | -                   | -                   | -                          | -                          | 12                         | 0                          | 0        | 0        |            |           |
| 2015-16 | 28            | 0             | 2     | 0     | -          | -         | -                   | -                   | -                   | -                   | -                          | -                          | 28                         | 0                          | 2        | 0        |            |           |
| 2016-17 | 28            | 1             | 2     | 0     | 3          | 0         | 0                   | 0                   | -                   | -                   | -                          | -                          | 31                         | 1                          | 2        | 0        |            |           |
| 2017-18 | 25            | 0             | 3     | 0     | 3          | 0         | 0                   | 0                   | -                   | -                   | -                          | -                          | 28                         | 0                          | 3        | 0        |            |           |
| 2018-19 | 30            | 0             | 0     | 0     | 2          | 0         | 0                   | 0                   | -                   | -                   | -                          | -                          | 32                         | 0                          | 0        | 0        |            |           |
| 2019-20 | 21            | 2             | 0     | 1     | 1          | 0         | 0                   | 0                   | -                   | -                   | -                          | -                          | 22                         | 2                          | 0        | 1        |            |           |
| 2020-21 | 24            | 1             | 0     | 0     | 3          | 0         | 0                   | 0                   | -                   | -                   | -                          | -                          | 27                         | 1                          | 0        | 0        |            |           |
| 2021-22 | 24            | 2             | 0     | 0     | 2          | 0         | 0                   | 0                   | -                   | -                   | -                          | -                          | 26                         | 2                          | 0        | 0        |            |           |
| Total club | Total club    | 220           | 7     | 7     | 1          | 14        | 0                   | 0                   | 0                   | -                   | -                          | -                          | -                          | 234                        | 7        | 7        | 1          |           |
| Total carrera | Total carrera | Total carrera | 546   | 11    | 15         | 2         | 41                  | 0                   | 0                   | 0                   | -                          | -                          | -                          | -                          | 587      | 11       | 15         | 2         |
| (1) Incluye datos de Copa de España / Supercopa de España. (2) Incluye datos de Campeonato de Europa de Clubes y Copa Intercontinental. (3) No incluye datos de partidos amistosos. |               |               |       |       |            |           |                     |                     |                     |                     |                            |                            |                            |                            |          |          |            |           |

Nota: En la temporada 1996-97 faltan por comprobar 23 jornadas

Nota: En la temporada 1997-98 faltan por comprobar 1 jornadas

Nota: En la temporada 1998-99 faltan por comprobar 1 jornadas

Nota: En la temporada 1999-00 faltan por comprobar 17 jornadas

Nota: En la temporada 2000-01 faltan por comprobar 16 jornadas

Nota: En la temporada 2001-02 faltan por comprobar 20 jornadas

Nota: En la temporada 2002-03 faltan por comprobar 17 jornadas

Nota: En la temporada 2003-04 faltan por comprobar 23 jornadas

## Palmarés y distinciones
- Liga española: 1

2000-01
- Copa de España: 4

2000, 2007, 2008 y 2017
- Supercopa de España: 1

2012